# ニコライ・ヴォズネセンスキー
ニコライ・アレクセーエヴィチ・ヴォズネセンスキー（ロシア語: Никола́й Алексе́евич Вознесе́нский, ラテン文字表記の例: Nikolai Alekseevich Voznesensky、1903年12月1日 - 1950年10月5日）は、ソビエト連邦の政治家。ゴスプラン（国家計画委員会）の幹部だったが、戦後に粛清される。

## 人物
1903年10月18日、ロシア帝国のトゥーラ県に生まれる。兄には経済学者のアレクサンドル・ヴォズネセンスキーがいる。
第二次世界大戦時はゴスプラン（国家計画委員会）の仕事を監督した。1940年5月、アンドレイ・ジダーノフの部下として、38歳の若さで人民委員会議副議長（副首相）に任命された。戦争開始当初において産業の東方移転にともなう生産の回復に直接関わった。彼の著書『第二次世界大戦期のソ連経済』は、それらの月日の記録である。
しかしながら、戦後まもなく、ソビエト経済活動を評価・管理するヴォズネセンスキーの考えは、大勢を占める意見とは合致せず、レニングラードの経済機構を戦前の状態に再建した彼の貢献を一端として、レニングラード事件での逮捕に至る。見せしめ裁判では敵対者や同僚から非難され、国家反逆罪で有罪とされ死刑判決を言い渡された。
ヴォズネセンスキーの死の様子は不明瞭である。半裸の状態でバンの後ろに載せられ、2つの刑務所間を運ばれたために死亡した、といういくつかの主張がある。他の情報源は、彼が射殺されたことを示している。1954年に名誉回復。